# Serie A 2006–07
Serie A 2006–07 (được gọi là Serie A TIM vì lý do tài trợ) là mùa giải thứ 105 của giải bóng đá hàng đầu Ý, là mùa giải thứ 75 trong một giải đấu vòng tròn tính điểm. Giải đấu được lên lịch bắt đầu vào ngày 26 và 27 tháng 8 nhưng đã bị hoãn lại đến ngày 2 tháng 9 năm 2006 do vụ bê bối Calciopoli, dẫn đến sự vắng mặt của Juventus. Vào ngày 22 tháng 4 năm 2007, Internazionale đã trở thành nhà vô địch Serie A sau khi đánh bại Siena, vì trận thua của Roma trước Atalanta khiến Inter có lợi thế 16 điểm với năm trận đấu còn lại.

## Sự kiện

### Vụ bê bối bóng đá Ý năm 2006
Sau vụ bê bối Serie A năm 2006, Juventus đã xuống hạng Serie B và bị trừ 9 điểm. Fiorentina, Milan và Lazio lần lượt bị trừ 15, 8 và 3 điểm nhưng không xuống hạng. Do đó, Lecce, Messina và Treviso, ban đầu được lên kế hoạch xuống hạng Serie B, vẫn ở lại Serie A. Tuy nhiên, Fiorentina và Lazio đã kháng cáo thành công và thoát khỏi việc xuống hạng, do đó Lecce và Treviso xuống hạng và giữ lại 20 đội ở Serie A.
Là một phần của cuộc điều tra khác, Reggina đã bị phạt 15 điểm nhưng vẫn được phép ở lại Serie A. Hình phạt này đã được giảm xuống còn 11 điểm khi kháng cáo.

### Giải đấu tạm dừng vào tháng 2 năm 2007
Vào ngày 2 tháng 2 năm 2007, cảnh sát Filippo Raciti đã bị giết bên ngoài sân vận động Angelo Massimino, Catania, trong một vụ bạo lực liên quan đến bóng đá trong trận derby Sicilia giữa hai đội Catania và Palermo. Trận đấu, ban đầu được lên lịch vào ngày 4 tháng 2 lúc 15:00, đã được đẩy nhanh một cách bất thường vào thứ sáu lúc 18:00 theo yêu cầu của Catania vì trùng với lễ kỷ niệm địa phương St. Agatha.
Các sự kiện derby Sicilia đầy kịch tính, diễn ra sau vụ ám sát Ermanno Licursi, một quản lý câu lạc bộ nghiệp dư, bị đánh chết trong một cuộc bạo loạn tại một trận đấu của giải Terza Categoria, đã khiến Ủy viên Luca Pancalli phải ra lệnh dừng tất cả các trận đấu bóng đá tại Ý, bao gồm cả các trận đấu Serie A. Pancalli lưu ý rằng các trận đấu của giải đấu sẽ không bắt đầu lại cho đến khi tìm ra được giải pháp cho vấn đề bạo lực trong bóng đá Ý. Một tuần sau, một luật đặc biệt của chính phủ đã thực thi các biện pháp chống lại bạo lực tại các sân vận động bóng đá và cấm sự hiện diện của những người ủng hộ bên trong các sân vận động không tuân thủ các quy định an ninh bắt buộc, do đó cho phép bóng đá Ý tiếp tục với một nửa số trận đấu diễn ra mà không có khán giả.
Sau các sự kiện, Catania bị cấm chơi các trận đấu trên sân nhà tại sân vận động Angelo Massimino trong phần còn lại của mùa giải, và câu lạc bộ cũng buộc phải chơi các trận đấu trên sân nhà của mình trên sân trung lập mà không có khán giả (a porte chiuse, đằng sau cánh cửa đóng kín). Một số sân vận động khác của Ý cũng đã đóng cửa vì lý do an ninh và chỉ mở cửa trở lại sau khi vượt qua một số yêu cầu về an toàn. Tất cả các sân vận động đã được mở cửa trở lại thành công vào tháng 4, ngoại trừ sân vận động Massimino. Các trận đấu trên sân nhà của Catania liên tiếp được phép có khán giả đến xem, nhưng trên sân trung lập, kể từ ngày 13 tháng 5.

### Inter thống trị
Với chiến thắng trước Siena vào ngày 22 tháng 4 năm 2007, Internazionale đã giành được danh hiệu Serie A 2006–07 (Scudetto thứ 15 trong lịch sử câu lạc bộ) bằng cách bỏ xa đội xếp thứ hai Roma 16 điểm khi còn năm trận đấu nữa. Nỗ lực vượt trội của Inter đánh dấu sự bảo vệ danh hiệu mà họ đã được trao sau vụ bê bối Calciopoli, và danh hiệu Scudetto đầu tiên của họ trên sân cỏ kể từ ngày 28 tháng 5 năm 1989. Hoàn thành với năm trận đấu còn lại, Inter đã san bằng kỷ lục Serie A về danh hiệu sớm nhất (cùng với Torino ở Serie A 1947–48). Đội bóng cũng đã phá kỷ lục về số trận thắng liên tiếp nhiều nhất với chuỗi 17 trận thắng.

### Trận chiến trụ hạng
Với Messina và Ascoli đã xuống hạng, chỉ còn một suất xuống hạng nữa chưa được quyết định trong vòng đấu cuối cùng, với Parma (39 điểm), Chievo Verona (39), Catania (38), Siena (37) và Reggina (37) tham gia vào cuộc chiến. Trận đấu then chốt trong cuộc chiến trụ hạng được nhiều người mong đợi sẽ là trận Catania–Chievo, diễn ra tại Bologna do Liên đoàn bóng đá Ý (FIGC) buộc phải đóng cửa sân vận động Angelo Massimino sau cuộc bạo loạn khét tiếng vào tháng 2 năm 2007 trong trận derby Sicilia. Trận đấu kết thúc với chiến thắng 2–0 cho Catania; do các chiến thắng cùng thời của Parma, Siena và Reggina, Chievo do đó đã phải xuống hạng Serie B.

## Các đội bóng

### Sân vận động
| Đội            | Thành phố       | Sân vận động            | Sức chứa | Mùa 2005–06        |
| -------------- | --------------- | ----------------------- | -------- | ------------------ |
| Ascoli         | Ascoli Piceno   | Cino e Lillo Del Duca   | 23.000   | thứ 10             |
| Atalanta       | Bergamo         | Atleti Azzurri d'Italia | 25.640   | Vô địch Serie B    |
| Cagliari       | Cagliari        | Sant'Elia               | 23.386   | thứ 14             |
| Catania        | Catania         | Angelo Massimino        | 29.148   | Á quân Serie B     |
| Chievo Verona  | Verona          | Marcantonio Bentegodi   | 39.211   | thứ 4              |
| Empoli         | Empoli          | Carlo Castellani        | 17.000   | thứ 7              |
| Fiorentina     | Florence        | Artemio Franchi         | 47.246   | thứ 9              |
| Internazionale | Milan           | San Siro                | 82.955   | Vô địch            |
| Lazio          | Roma            | Olimpico                | 80.500   | thứ 16             |
| Livorno        | Livorno         | Armando Picchi          | 19.238   | thứ 6              |
| Messina        | Messina         | San Filippo             | 40.200   | thứ 17             |
| Milan          | Milan           | San Siro                | 82.955   | thứ 3              |
| Palermo        | Palermo         | Renzo Barbera           | 37.342   | thứ 5              |
| Parma          | Parma           | Ennio Tardini           | 27.906   | thứ 8              |
| Reggina        | Reggio Calabria | Oreste Granillo         | 27.454   | thứ 13             |
| Roma           | Roma            | Olimpico                | 80.500   | Á quân             |
| Sampdoria      | Genoa           | Luigi Ferraris          | 37.091   | thứ 12             |
| Siena          | Siena           | Artemio Franchi         | 15.373   | thứ 15             |
| Torino         | Turin           | Olimpico di Torino      | 25.378   | Serie B (play-off) |
| Udinese        | Udine           | Friuli                  | 41.315   | thứ 11             |

### Nhân sự và tài trợ
| Đội            | Huấn luyện viên trưởng | Đội trưởng           | Nhà sản xuất trang phục | Nhà tài trợ áo đấu |
| -------------- | ---------------------- | -------------------- | ----------------------- | --- |
| Ascoli         | Nedo Sonetti           | Michele Fini         | Legea                   | Pompea |
| Atalanta       | Stefano Colantuono     | Antonino Bernardini  | Asics                   | Sit in Sport, Daihatsu |
| Cagliari       | Marco Giampaolo        | David Suazo          | Asics                   | Tiscali, Sky |
| Catania        | Pasquale Marino        | Armando Pantanelli   | Legea                   | SP Energia Siciliana |
| Chievo Verona  | Luigi Delneri          | Lorenzo D'Anna       | Lotto                   | Paluani/Banca Popolare di Verona/Ferroli/Cattolica Assicurazioni, Soglia Travel/Buon Viaggio Network                                                        |
| Empoli         | Luigi Cagni            | Ighli Vannucchi      | Asics                   | Frutta, Computer Gross |
| Fiorentina     | Cesare Prandelli       | Dario Dainelli       | Lotto                   | Toyota |
| Internazionale | Roberto Mancini        | Javier Zanetti       | Nike                    | Pirelli |
| Lazio          | Delio Rossi            | Luciano Zauri        | Puma                    | INA Assitalia, Liên hoan phim Roma |
| Livorno        | Fernando Orsi          | Cristiano Lucarelli  | Legea                   | Banca Carige, Mediaset Premium |
| Milan          | Carlo Ancelotti        | Paolo Maldini        | Adidas                  | Bwin |
| Messina        | Bruno Bolchi           | Christian Riganò     | Legea                   | Castello Sicily/Legea/Framon Hotel Group/Hermes Media/Sporteconomy.it/Chevrolet Roberto Capitelli/Radio Margherita/Mazda Napoli/Sponsoring Group, Air Malta |
| Palermo        | Francesco Guidolin     | Eugenio Corini       | Lotto                   | Mandi |
| Parma          | Claudio Ranieri        | Giuseppe Cardone     | Erreà                   | Gimoka/Play Radio (các trận UEFA), Play Radio |
| Reggina        | Walter Mazzarri        | Alessandro Lucarelli | Onze                    | Gicos, Vùng Calabria |
| Roma           | Luciano Spalletti      | Francesco Totti      | Diadora                 | Liên hoan phim Roma/Pepsi Collection |
| Sampdoria      | Walter Novellino       | Sergio Volpi         | Kappa                   | Erg Diesel One |
| Siena          | Mario Beretta          | Enrico Chiesa        | Mass                    | Banca Monte dei Paschi di Siena |
| Torino         | Gianni De Biasi        | Diego De Ascentis    | Asics                   | Reale Mutua, Fratelli Beretta |
| Udinese        | Alberto Malesani       | Giampiero Pinzi      | Lotto                   | Gaudì Jeans |

## Bảng xếp hạng
| VT | Đội                | ST | T  | H  | B  | BT | BB | HS  | Đ  | Giành quyền tham dự hoặc xuống hạng       |
| -- | ------------------ | -- | -- | -- | -- | -- | -- | --- | -- | ----------------------------------------- |
| 1  | Internazionale (C) | 38 | 30 | 7  | 1  | 80 | 34 | +46 | 97 | Tham dự vòng bảng Champions League        |
| 2  | Roma               | 38 | 22 | 9  | 7  | 74 | 34 | +40 | 75 | Tham dự vòng bảng Champions League        |
| 3  | Lazio              | 38 | 18 | 11 | 9  | 59 | 33 | +26 | 62 | Tham dự vòng loại thứ ba Champions League |
| 4  | Milan              | 38 | 19 | 12 | 7  | 57 | 36 | +21 | 61 | Tham dự vòng bảng Champions League        |
| 5  | Palermo            | 38 | 16 | 10 | 12 | 58 | 51 | +7  | 58 | Tham dự vòng thứ nhất UEFA Cup            |
| 6  | Fiorentina         | 38 | 21 | 10 | 7  | 62 | 31 | +31 | 58 | Tham dự vòng thứ nhất UEFA Cup            |
| 7  | Empoli             | 38 | 14 | 12 | 12 | 42 | 43 | −1  | 54 | Tham dự vòng thứ nhất UEFA Cup            |
| 8  | Atalanta           | 38 | 12 | 14 | 12 | 56 | 54 | +2  | 50 |                                           |
| 9  | Sampdoria          | 38 | 13 | 10 | 15 | 44 | 48 | −4  | 49 | Tham dự vòng ba Intertoto Cup             |
| 10 | Udinese            | 38 | 12 | 10 | 16 | 49 | 55 | −6  | 46 |                                           |
| 11 | Livorno            | 38 | 10 | 13 | 15 | 41 | 54 | −13 | 43 |                                           |
| 12 | Parma              | 38 | 10 | 12 | 16 | 41 | 56 | −15 | 42 |                                           |
| 13 | Catania            | 38 | 10 | 11 | 17 | 46 | 68 | −22 | 41 |                                           |
| 14 | Reggina            | 38 | 12 | 15 | 11 | 52 | 50 | +2  | 40 |                                           |
| 15 | Siena              | 38 | 9  | 14 | 15 | 35 | 45 | −10 | 40 |                                           |
| 16 | Torino             | 38 | 10 | 10 | 18 | 27 | 47 | −20 | 40 |                                           |
| 17 | Cagliari           | 38 | 9  | 13 | 16 | 35 | 46 | −11 | 40 |                                           |
| 18 | Chievo (R)         | 38 | 9  | 12 | 17 | 38 | 48 | −10 | 39 | Xuống hạng Serie B                        |
| 19 | Ascoli (R)         | 38 | 5  | 12 | 21 | 36 | 67 | −31 | 27 | Xuống hạng Serie B                        |
| 20 | Messina (R)        | 38 | 5  | 11 | 22 | 37 | 69 | −32 | 26 | Xuống hạng Serie B                        |

1. 1 2  Milan đủ điều kiện tham dự vòng bảng UEFA Champions League 2007–08 thay vì vòng loại thứ ba vì là nhà đương kim vô địch.
2. 1 2 3 4  Fiorentina bị trừ 15 điểm, Reggina 11 điểm, Milan 8 điểm và Lazio 3 điểm, tất cả đều vì liên quan đến vụ bê bối bóng đá Ý năm 2006.
3. ↑  Sampdoria đã giành quyền tham dự Cúp UEFA Intertoto 2007 sau khi Atalanta từ bỏ. Sau đó, Sampdoria đã đủ điều kiện tham dự vòng đầu tiên Cúp UEFA 2007–08.
4. ↑  Siena bị trừ một điểm vì chậm thanh toán các khoản đóng góp an sinh xã hội.

## Kết quả
| Nhà \ Khách    | ASC | ATA | CAG | CTN | CHV | EMP | FIO | INT | LAZ | LIV | MES | MIL | PAL | PAR | REG | ROM | SAM | SIE | TOR | UDI |
| -------------- | --- | --- | --- | --- | --- | --- | --- | --- | --- | --- | --- | --- | --- | --- | --- | --- | --- | --- | --- | --- |
| Ascoli         |     | 1–3 | 2–1 | 2–2 | 3–0 | 0–1 | 1–1 | 1–2 | 2–2 | 0–2 | 1–1 | 2–5 | 3–2 | 0–0 | 2–3 | 1–1 | 1–1 | 0–1 | 0–2 | 2–2 |
| Atalanta       | 3–1 |     | 3–3 | 1–1 | 1–0 | 0–0 | 2–2 | 1–1 | 0–0 | 5–1 | 3–2 | 2–0 | 1–1 | 1–1 | 1–1 | 2–1 | 3–2 | 3–1 | 1–2 | 1–2 |
| Cagliari       | 1–0 | 2–0 |     | 0–1 | 0–2 | 0–0 | 0–2 | 1–1 | 0–2 | 2–2 | 2–0 | 2–2 | 1–0 | 0–0 | 0–2 | 3–2 | 1–0 | 2–2 | 0–0 | 2–1 |
| Catania        | 3–3 | 0–0 | 0–1 |     | 2–0 | 2–1 | 0–1 | 2–5 | 3–1 | 3–2 | 2–2 | 1–1 | 1–2 | 2–0 | 1–4 | 0–2 | 4–2 | 1–1 | 1–1 | 1–0 |
| Chievo         | 1–0 | 2–2 | 0–0 | 2–1 |     | 0–0 | 0–1 | 0–2 | 0–1 | 2–1 | 1–1 | 0–1 | 0–1 | 1–0 | 3–2 | 2–2 | 1–1 | 1–2 | 3–0 | 2–0 |
| Empoli         | 4–1 | 2–0 | 1–0 | 2–1 | 1–1 |     | 1–2 | 0–3 | 1–1 | 2–2 | 3–1 | 0–0 | 2–0 | 2–0 | 3–3 | 1–0 | 2–0 | 1–0 | 0–0 | 1–1 |
| Fiorentina     | 4–0 | 3–1 | 1–0 | 3–0 | 1–0 | 2–0 |     | 2–3 | 1–0 | 2–1 | 4–0 | 2–2 | 2–3 | 1–0 | 3–0 | 0–0 | 5–1 | 1–0 | 5–1 | 2–0 |
| Internazionale | 2–0 | 2–1 | 1–0 | 2–1 | 4–3 | 3–1 | 3–1 |     | 4–3 | 4–1 | 2–0 | 2–1 | 2–2 | 2–0 | 1–0 | 1–3 | 1–1 | 2–0 | 3–0 | 1–1 |
| Lazio          | 3–1 | 1–0 | 0–0 | 3–1 | 0–0 | 3–1 | 0–1 | 0–2 |     | 1–0 | 1–0 | 0–0 | 1–2 | 0–0 | 0–0 | 3–0 | 1–0 | 1–1 | 2–0 | 5–0 |
| Livorno        | 0–0 | 4–2 | 2–1 | 4–1 | 0–2 | 0–0 | 1–0 | 1–2 | 1–1 |     | 2–1 | 0–0 | 1–2 | 3–0 | 1–1 | 1–1 | 1–0 | 0–0 | 1–1 | 1–0 |
| Messina        | 1–2 | 0–0 | 2–2 | 1–1 | 2–1 | 2–2 | 2–2 | 0–1 | 1–4 | 0–1 |     | 1–3 | 2–0 | 1–1 | 2–0 | 1–1 | 0–2 | 1–0 | 0–3 | 1–0 |
| Milan          | 1–0 | 1–0 | 3–1 | 3–0 | 3–1 | 3–1 | 0–0 | 3–4 | 2–1 | 2–1 | 1–0 |     | 0–2 | 1–0 | 3–1 | 1–2 | 1–0 | 0–0 | 0–0 | 2–3 |
| Palermo        | 4–0 | 2–3 | 1–3 | 5–3 | 1–1 | 0–1 | 1–1 | 1–2 | 0–3 | 3–0 | 2–1 | 0–0 |     | 3–4 | 4–3 | 1–2 | 2–0 | 2–1 | 3–0 | 2–0 |
| Parma          | 1–0 | 3–1 | 2–1 | 1–1 | 2–2 | 3–1 | 2–0 | 1–2 | 1–3 | 1–0 | 4–1 | 0–2 | 0–0 |     | 2–2 | 0–4 | 0–1 | 1–0 | 1–0 | 0–3 |
| Reggina        | 2–1 | 1–1 | 2–1 | 0–1 | 1–1 | 4–1 | 1–1 | 0–0 | 2–3 | 2–2 | 3–1 | 2–0 | 0–0 | 3–2 |     | 1–0 | 0–1 | 0–1 | 1–1 | 1–1 |
| Roma           | 2–2 | 2–1 | 2–0 | 7–0 | 1–1 | 1–0 | 3–1 | 0–1 | 0–0 | 2–0 | 4–3 | 1–1 | 4–0 | 3–0 | 3–0 |     | 4–0 | 1–0 | 0–1 | 3–1 |
| Sampdoria      | 2–0 | 2–1 | 1–1 | 1–0 | 3–0 | 1–2 | 0–0 | 0–2 | 2–0 | 4–1 | 3–1 | 1–1 | 1–1 | 3–2 | 0–0 | 2–4 |     | 0–0 | 1–0 | 3–3 |
| Siena          | 0–1 | 1–1 | 0–0 | 1–1 | 2–1 | 2–0 | 1–1 | 1–2 | 2–1 | 0–0 | 3–1 | 3–4 | 1–1 | 2–2 | 0–1 | 1–3 | 0–2 |     | 1–0 | 2–2 |
| Torino         | 1–0 | 1–2 | 1–0 | 1–0 | 1–0 | 1–0 | 0–1 | 1–3 | 0–4 | 0–0 | 1–1 | 0–1 | 0–0 | 1–1 | 1–2 | 1–2 | 1–0 | 1–2 |     | 2–3 |
| Udinese        | 0–0 | 2–3 | 3–1 | 0–1 | 2–1 | 0–1 | 1–0 | 0–0 | 2–4 | 4–0 | 1–0 | 0–3 | 1–2 | 3–3 | 1–1 | 0–1 | 1–0 | 3–0 | 2–0 |     |

## Thống kê

### Ghi bàn hàng đầu
| Hạng | Cầu thủ             | Đội            | Bàn thắng |
| ---- | ------------------- | -------------- | --------- |
| 1    | Francesco Totti     | Roma           | 26        |
| 2    | Cristiano Lucarelli | Livorno        | 20        |
| 3    | Christian Riganò    | Messina        | 19        |
| 4    | Rolando Bianchi     | Reggina        | 18        |
| 5    | Nicola Amoruso      | Reggina        | 17        |
| 5    | Gionatha Spinesi    | Catania        | 17        |
| 7    | Adrian Mutu         | Fiorentina     | 16        |
| 7    | Tommaso Rocchi      | Lazio          | 16        |
| 7    | Luca Toni           | Fiorentina     | 16        |
| 10   | Zlatan Ibrahimović  | Internazionale | 15        |